# Dendrobium dilatatocolle
Dendrobium dilatatocolle är en orkidéart som beskrevs av Johannes Jacobus Smith. Dendrobium dilatatocolle ingår i släktet Dendrobium, och familjen orkidéer. Inga underarter finns listade i Catalogue of Life.